# Trachelipus palustris
Trachelipus palustris là một loài chân đều trong họ Trachelipodidae. Loài này được Strouhal miêu tả khoa học năm 1937.